# Dobrovodî, Zbaraj
Dobrovodî (în ucraineană Доброводи) este o comună în raionul Zbaraj, regiunea Ternopil, Ucraina, formată numai din satul de reședință.

## Demografie
Componența lingvistică a comunei Dobrovodî
     Ucraineană (95,98%)
     Rusă (3,86%)
     Alte limbi (0,1%)
Conform recensământului din 2001, majoritatea populației comunei Dobrovodî era vorbitoare de ucraineană (95,98%), existând în minoritate și vorbitori de rusă (3,86%).